# Zwergscherenschwanzrasbora
Die Zwergscherenschwanzrasbora (Rasbosoma spilocerca) ist ein kleiner Süßwasserfisch, der im festländischen Südostasien im Stromgebiet des Mekong vorkommt. 

## Merkmale und Systematik
Die Zwergscherenschwanzrasbora hat einen langgestreckten, seitlich abgeflachten Körper und ähnelt im äußeren Erscheinungsbild dem wesentlich größer werdenden Glasbärbling (Rasbora trilineata), der auch Scherenbärbling genannt wird und in derselben Region vorkommt. Zwergscherenschwanzrasboras erreichen lediglich eine Maximallänge von 2,6 cm. 
Die Art wurde von Walter John Rainboth & Maurice Kottelat bei der Erstbeschreibung der Sammelgattung Rasbora zugeordnet. Im Jahre 2009 stellten Liao, Kullander & Fang für die Art die monotypische Gattung Rasbosoma auf. Von Rasbora unterscheidet sich Rasbosoma durch die nach innen gebogene Spitze des äußeren Suspensoriumarms.

## Lebensweise
Zwergscherenschwanzrasboras leben nah der Oberfläche in flachen Gewässern, Sümpfen mit klarem Wasser und auf überschwemmten Feldern. Sie suchen Deckung zwischen feinfiedrigen Wasserpflanzen und untergetauchten Gräsern und ernähren sich von Zooplankton und kleinen Insekten.